# ちっちゃいサムライ 三浦正雄の子供時代
『ちっちゃいサムライ 三浦正雄の子供時代』（ちっちゃいサムライ みうらまさおのこどもじだい）は、2023年カザフスタン・日本・キルギス公開、日本・カザフスタンの映画。

## あらすじ
第二次世界大戦が終わった直後、北海道に疎開していた14歳の三浦正雄は家族を探す為、住んでいた樺太に向かうがソ連領土となっていたので乗っていた船が拿捕され、逮捕されてしまう。そこからソ連だったカザフスタンに流刑となる。彼は夜空に寒さで震えているところをとある教師に見つかり、そのまま彼の家で過ごす事となる。流刑となった三浦正雄は53年もの間、カザフスタンで過ごし、地元の漁師から魚取りや狩猟を習い、バルハシ湖やイリ河流域で育ち、大自然と知り合った人々から様々な事を学び、人間として大きく成長していく。

## キャスト
- 三浦正雄：佐野史将
- ウブライ：アクタン・アリム・クバト
- マリヤム：サマル・イスリャモヴァ
- アマン：オルジャス・ジャクプベック
- ニーナ：アルジャン・マラート
- カエサル：オルジャス・マラート
- 三浦義雄：小笠原瑛作
- 日本陸軍将校：木下順介[5]
- 三浦一家
- 三浦ニーナ
- 三浦亜里沙（タケ子役も）
- 三浦ユーロ

## スタッフ

### 主要スタッフ

#### 日本
- 原作・脚本・監督・製作：佐野伸寿
- 製作：吉村秀一（株式会社蒼龍舎）
- 津田英俊（株式会社蒼龍舎）
- 音声：スワラプロ

#### カザフスタン
- 監督（共同監督）：エルラン・ヌルムハンベトフ
- 製作：アセリ・エルジャノヴァ（Film Film Film）
- 撮影監督・製作：ムラト・ヌグマノフ
- 撮影：アラン・ヌグマノフ
- 美術：アリア・シャマノフ
- 衣装：ビグル
- 編集・監督浦：アミール・アメノフ
- 音声監督：アンドレイ・ウラズネフ

### その他
- 札幌撮影スタッフ
- 札幌映像撮影：NICE
- 劇用馬：真駒内乗馬クラブ
- Studio-D Japan
- 蒼龍舎
- 写真　松元隼人
- 和装　伝ふプロジェクト
- 宿泊　レンブラントスタイル札幌
- 製作　2023年
- 製作国　日本・カザフスタン・キルギスタン
- 配給　Studio-D Japan
- 上映時間　110分